# Deschooling
Deschooling (deutsch etwa Entschulen) ist ein Begriff kritischer Pädagogen und Gegner staatlicher Schulen, der von Ivan Illich in seinem 1971 erschienenen Buch Deschooling Society geprägt wurde. Er ist auch der in Deutschland bekannteste Vertreter des Deschooling.
Das Wort wird hauptsächlich von Homeschoolern, insbesondere Unschoolern (im deutschen Sprachraum oft Freilerner), verwendet, um den Prozess zu beschreiben, den Kinder durchlaufen, wenn sie sich mit ihren Eltern dazu entschieden haben, das Schulsystem zu verlassen. Es ist ein entscheidender Prozess, der die Grundlage dafür darstellt, dass Hausunterricht funktionieren kann, bei dem die Kinder langsam aus ihrer schulischen Routine und ihrem schulischen Denken ausbrechen und wieder die Fähigkeit entwickeln sollen, selbstbestimmt zu lernen. Je nach Personentyp und Dauer, die das Kind im Schulsystem verbracht hat, kann diese Phase unterschiedlich lange andauern und unterschiedliche Auswirkungen auf das Verhalten von Kindern haben. So ist es insbesondere am Anfang oft der Fall, dass sich Kinder während diesem Umstellungsprozess gelangweilt fühlen oder mit der fehlenden Struktur nicht gut zurechtkommen.

## Geschichte
Bereits vor Illich hatte Paul Goodman das etablierte Schulsystem kritisiert. 1947 stellte er sich die Frage über die Beziehung zwischen dem Menschen und der ihn umgebenden modernen, städtischen, industriellen Umgebung.
In seinem Buch Growing Up Absurd argumentiert er 1960, dass die Jugendlichen verfehlen, erwachsen zu werden, weil sie in einer Gesellschaft leben, die nicht dazu geeignet sei, darin aufzuwachsen. In seinem 1962 erschienenen Buch Compulsory Miseducation stellt er die Frage: „Da der Schulbesuch Pflicht ist, muss die Schule nicht immer wieder nachweisen, dass sie nützlich ist?“
Im Zuge der 68er-Bewegung wurde in den USA, aber auch in Deutschland sowie in vielen anderen Ländern, über das existierende Schulsystem diskutiert. Die bekanntesten drei amerikanischen Entschulungsautoren waren John Caldwell Holt, Everett Reimer und Ivan Illich.
Der Schulreformer John Caldwell Holt veröffentlichte How Children Fail (1964), How Children Learn (1967) und The Underachieving School sowie What Do I Do Monday? (1970). Er blickte vor allem aus der Schülerperspektive auf das Schulsystem: „Wie lernen die Schüler wirklich?“ Er beobachtete, was in den Klassenzimmern geschah, und fasste es wie folgt zusammen: „Was im Klassenzimmer passiert, ist nicht das, was die Lehrer denken.“
Everett Reimer und Ivan Illich waren radikaler in ihren Aussagen. Das macht zum Beispiel der Buchtitel von Everett Reimer deutlich: Schafft die Schule ab! Befreiung von der Lernmaschine (Originaltitel School is Dead: Alternatives in Education. An Indictment of the System and a Strategy of Revolution, 1971). Der englische Untertitel deutet auf die Nähe zu den „revolutionären“ Studentenunruhen von 1967/1968 und zur 68er-Bewegung hin.
Illich arbeitete mit Reimer im mexikanischen Cuernavaca im Centro Intercultural de Documentación (CIDOC) zusammen. An diesem Institut lernten und lehrten damals 350 Studenten. Heute ist Ivan Illich mehr durch seine Bücher zum Thema Gesundheit und Medizin bekannt. Vor seinem Engagement als „Deschooler“ war er Priester in New York.
In Deutschland sind Jürgen Zimmer und Hartmut von Hentig die bekanntesten „Deschooler“. Hartmut von Hentig plädiert nicht für die Abschaffung der Schule, sondern für eine radikale Reform. Aufbauend auf diesen Autoren plädiert Eugen Füner für ein „ganz“ anderes Bildungskonzept. Auch der französische Soziologe Pierre Bourdieu (Die Illusion der Chancengleichheit, Homo academicus u. a.) kritisierte das Schulsystem ähnlich.

## Kritik des etablierten Schulsystems
Ian Lister fasst in einem Artikel die Argumente der „Deschooler“ zusammen. So behauptet er, dass die „Deschooler“ keine „Theorien des Wissens“ als Ausgangspunkt haben, sondern eher vom Problem – der Schule als Institution – ausgehen. Die „Deschooler“ sind also keine Humanisten – „Feiertagsdidaktiker“ (Hilbert Meyer) –, die schöne Bildungsziele haben und sie mit Hilfe einer Theorie durch die Schule an die Menschheit bringen wollen, sondern sie gehen von der Unzulänglichkeit der Schule aus und überlegen dann, was zu tun ist.
Im Prinzip geht es den „Deschoolern“ darum, das Monopol der Schule auf die Vermittlung von Wissen und auf die Vergabe von Titeln und Berechtigungen zu brechen. Indirekt kritisieren die „Deschooler“ das System, welches die Schule umgibt, den Kapitalismus.
Eugen Füner analysiert die Grundstruktur der Schule, wie sie seit Comenius besteht. Aus dem Widerspruch dieser Struktur zu den Anforderungen einer modernen, demokratischen, wandlungsfähigen Gesellschaft folgert er, dass die Schule sich überlebt hat.
Die Schule hat nach Ansicht der „Deschooler“ folgende Funktionen:
- Verwaltungsobhut (custodial care)
- soziale Selektion (social role selection)
- Belehrung (indoctrination)
- Erziehung bzw. Lernen (education/learning)

Ihre Definition von Schule lautet:

“We define schools as institutions which require full-time attendance of specific age groups in teacher-supervised classrooms for the study of graded curricula.”

„Wir definieren Schulen als Einrichtungen, die die Vollzeit-Anwesenheit bestimmter Altersgruppen in von Lehrern beaufsichtigten Klassenräumen zum Studium klassenstufenabhängiger Lehrpläne erfordern.“

Im Folgenden sind einige von 31 Kritikpunkten der „Deschooler“ aus Ian Listers Artikel aufgeführt:
- Mehr Schulen bedeuten nicht unbedingt mehr Bildung.
- Schule verhindert Lernen, statt es zu fördern. Schulen sind weltfremd und machen die Welt nicht erfahrbar. Sie nehmen den Unterprivilegierten die Möglichkeit zur Kontrolle, ihr eigenes Lernen zu gestalten.
- Schulen verfehlen, das zu lehren, was sie zu lehren vorgeben.
- Die Fehler der Schule werden individualisiert und damit personalisiert; dabei liegt der Fehler im Schulsystem.
- Wenn die Schule versagt, vergrößert sie sich.
- Schule ist eine moderne Idee. In ihrer heutigen Form existiert sie seit dem 18. bzw. 19. Jahrhundert. Vielleicht ist die Schule nur eine Erscheinung in der Geschichte und verschwindet wieder in der Zukunft, wenn die Bedingungen sich verändern.
- Die Schule ist ein politischer Akteur. Sie wird explizit vom geschriebenen Lehrplan und implizit vom „heimlichen Lehrplan“ („hidden curriculum“) dazu benutzt, um politisch zu erziehen – jeweils im Sinne dessen, der gerade die Macht im Staate hat, als Beispiel hierzu dient häufig das Dritte Reich. Außerdem werden die Eliten dazu erzogen zu „führen“, während die Mehrheit dazu erzogen wird, geführt zu werden.
- Die Schule tritt als Lehrer für die Ökonomie auf. Die große Leistung im 19. Jahrhundert ist gewesen, die Menschen darauf vorzubereiten, die Leiden der harten, sich ständig wiederholenden Arbeit bis an ihr Lebensende zu ertragen. Die Schule erzieht zu Pünktlichkeit, Gehorsam, Fleiß, … (siehe: Protestantische Ethik)
- Die Lehrer sind konservativ.
- Die Kindheit ist eine neue Kreation.
- Das „Schulalter“ ist ein verrücktes Konzept.
- Paul Goodman und Ivan Illich verglichen Schulen, Gefängnisse, Hospitäler, Psychiatrien, Kasernen und die Kirche. Jede dieser Institutionen hat einen Aufseher, Vermittler und die Teilnahme ist Pflicht. Es besteht in jeder Institution ein Unterschied zwischen dem, was sie offiziell zu tun vorgeben, und dem, was die Mitarbeiter täglich verrichten.

Was bringt die Schule in eine solch angreifbare Position? Schule wählt aus. Schulzeugnisse werden behandelt wie das Sakrament. Die Schule bietet ein Leben nach der Schule an – aber abhängig von der „Güte“ des Abschlusszeugnisses. Aber selbst ein Abschluss führt heute zur Akademikerarbeitslosigkeit. Die Versprechen der Schule sind falsch. (Siehe dazu auch den von Erving Goffman geprägten Begriff totale Institution.)
- Es ist eine Illusion zu glauben, dass das Gelernte ein Resultat von Lernen in der Schule ist. James Herdton schreibt: „Niemand lernt etwas in der Schule, aber Mittelklassekinder lernen genügend woanders und geben dann vor, dass die Schule ihnen etwas beigebracht hat.“
- Schule gibt vor zu lehren, wie man lernt, wie man mit Menschen umgeht (Toleranz) – aber nach Ivan Illich lehrt Schule hauptsächlich den heimlichen Lehrplan (hidden curriculum). Hilbert Meyer versteht unter hidden curriculum: Es geht „um die Einübung in hierarchisches Denken, in Leistungskonkurrenz und Normkonformität.“ Ivan Illich vergleicht in diesem Zusammenhang das heutige Schulsystem mit dem chinesischen Beamtenprüfungssystem. Dieses war über Jahrhunderte stabil. Hier wird Wissen als Tauschwert begriffen und nicht für eine Teilnahme der Individuen in ihrer Kultur – Wissen als Gebrauchswert.
- Zertifikate werden wie ein Pass und eine Kreditkarte wahrgenommen.
- Weltweit haben die Schule bzw. die Schulbildung es nicht geschafft, die großen Ungleichheiten von Arm und Reich aufzuheben.

## Alternativen
Die Deschooler streben das Ideal einer von Herrschaft, instrumentellem Handeln, ökonomischer Rationalität und Entfremdung befreiten Welt an. Um dies zu erreichen, streben sie eine gebildete, aufgeklärte, aber entschulte Gesellschaft an.
Die Deschooler begnügen sich nicht damit, nur das existierende Schulsystem zu kritisieren, sondern bieten auch Alternativen an. Im Folgenden wird nur Ivan Illich näher betrachtet, der mit Everett Reimer zusammenarbeitete und sich somit von ihm kaum unterschied.
Nach Ivan Illich hat ein gutes Erziehungssystem drei Bestrebungen:
- Jeder hat einen freien Zugang zu den Bildungseinrichtungen in jedem Alter.
- Jeder darf lehren.
- Die freie Meinungsäußerung und die Diskussion werden ermöglicht.[7]:106

Ivan Illich glaubte, dass vier Kanäle (learning exchanges) alle Ressourcen für reales Lernen beinhalten können:
- Dinge, Information
- Menschen als Modell für Fertigkeiten und Werte
- Peers,
- Kritik durch Ältere[8]

„The child grows up in a world of things, surrounded by people who serve as models for skills and values. He find peers who challenge him to argue, to compete, to cooperate, and to understand; and, if the child is lucky, he is exposed to confrontation or criticism by an experienced elder who really cares.“

„Das Kind wächst in einer Welt der Dinge auf, umgeben von Leuten, die als Beispiele für Fähigkeiten und Werte dienen. Es findet Gefährten, die es zu Argumentation, Wettbewerb, Zusammenarbeit und Verständnis herausfordern; und, wenn das Kind Glück hat, ist es Konfrontation und Kritik von Älteren ausgesetzt, denen es wirklich etwas bedeutet.“

Diese vier verschiedene Möglichkeiten würden es jedem erlauben, Zugang zu allen möglichen Bildungsressourcen zu erlangen, welche es ihm wiederum ermöglichen, seine Ziele zu definieren und zu erreichen.
Erreicht werden soll dies durch ein Bildungs- bzw. Kommunikationsnetzwerk. Dieses kann wie folgt aussehen.:10 f.
1. Ein Referenzservice für bildende Objekte, der den Zugang zu Dingen erleichtert, die man für formale Bildung benötigt, also Büchereien, Labore, Veranstaltungsräume mit entsprechenden Medien (Tafel, Video, PC) usw. wird angeboten.
2. Eine Fähigkeitenaustauschliste, die es Personen erlaubt, ihre Fähigkeiten in eine Liste einzutragen, wird ermöglicht. In dieser Liste muss auch die Bedingung stehen, unter der die Personen gewillt sind, als Modell für andere zur Verfügung zu stehen, und die Adressen, unter denen sie zu erreichen sind.
3. Ein Kommunikationsnetzwerk, das es Personen erlaubt, die Lernaktivität zu beschreiben, mit der sie in Berührung kommen wollen (Gleichgesinntentreffen), wird errichtet.
4. Ein Referenzservice für “educators at large”, aufgelistet mit Adresse, Selbstbeschreibung von Fachleuten, Fachlaien, Journalisten usw. mit den Bedingungen, unter denen sie ihren Service anbieten, wird bekannt gegeben.

Finanziert werden soll das Netzwerk entweder durch ein Budget einer Gemeinschaft, oder die Gemeinschaft gibt einigen Mitgliedern Geld, damit diese das Netzwerk von Lernaktivitäten gestalten.:122 An anderer Stelle spricht Ivan Illich von einer Art „Bank“, bei der man etwas „gutgeschrieben“ bekommt, wenn man etwas von seinen Fähigkeiten abgibt, bzw. etwas abgezogen bekommt, wenn man Fähigkeiten von anderen erlernt.:116